# Open Arms (ONG)
A Open Arms (ONG) é uma ONG (organização não-governamental) da Espanha dedicada à busca e salvamento (SAR) no mar. 
Em português o termo Open Arms significa Braços Abertos. 

## História

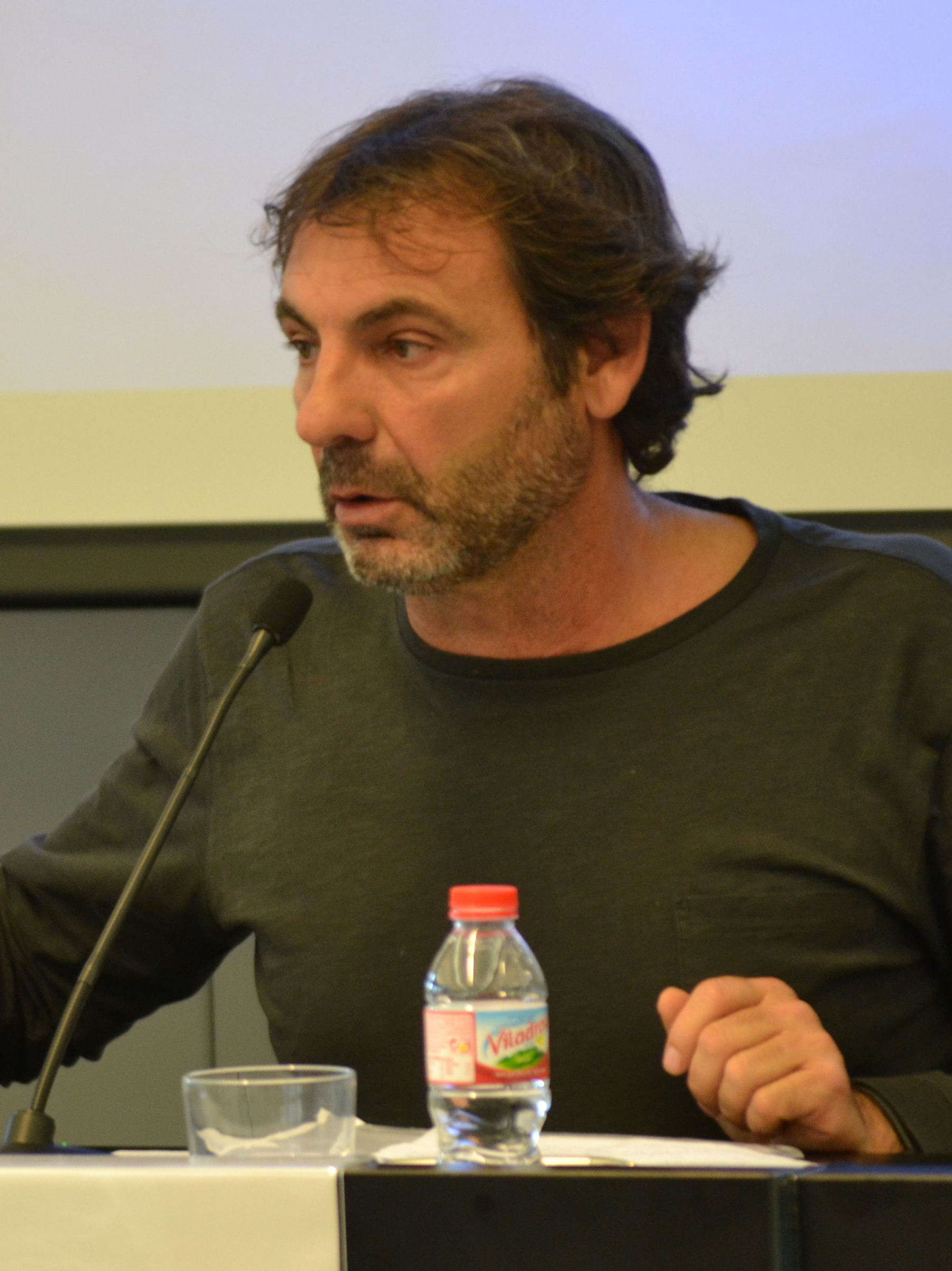
Camps em 2017

Oficialmente nomeada Fundación Proa (Pro-Activa Open Arms), a ONG foi criada em outubro de 2015 por Òscar Camps, um salva-vidas de Barcelona, após o menino sírio Alan Kurdi morrer afogado após o naufrágio da embarcação onde viajava com parentes. A imagem de seu pequeno corpo na praia chocou o mundo. 
A ONG realizou a sua primeira ação de resgate logo após ter sua sed instalada na ilha grega de Lesbos. Além de manter uma base permanente em Lesbos, a ONG realiza suas operações de resgate a partir de três navios, um iate à vela chamado Astral, o Golfo Azzurro e o Open Arms (embarcação).
Estima-se que a Open Arms já tenha resgatado mais de 70 mil migrantes. 

### Missão
Proteger a vida dos mais vulneráveis em situações de emergência. 

### Público-alvo
Pessoas abandonadas em águas internacionais que fogem de conflitos de guerra, perseguições ou pobreza. 

### Premiações
Em 2016, a Open Arms ganhou o prêmio H.E.R.O. (Honrando Excelência em Operações de Resgate) da Federação Internacional de Resgate Marítimo (IMRF), com sede no Reino Unido por sua participação no salvamento de vidas de mais de 200 pessoas que viraram seu navio sobrecarregado na costa norte de Lesbos.
A ONG recebeu vários outros prémios, incluindo o Prémio do Cidadão Europeu atribuído pelo Parlamento Europeu em 2016. Seu fundador, Òscar Camps, foi eleito Catalão do Ano pelo El Periódico de Catalunya em 2015. Em outubro de 2021, o diretor de cinema Marcel Barrena lançou o filme Mediterraneo: The Law of the Sea, dedicado à história de Camps e seus colegas. 

## Polêmicas
A Open Arms tem enfrentado diversos problemas com autoridades devido ao desembarque de migrantes ilegais.  

## Imprensa
- Março de 2024: Navio com ajuda humanitária já está em Gaza
- Setembro de 2023: 'Não é crise migratória, é falta de empatia', diz espanhol que fez 70 mil resgates
- Julho de 2023: "Open Arms" resgata 300 migrantes no Mediterrâneo

## Sumário
- Este artigo foi inicialmente traduzido, total ou parcialmente, do artigo da Wikipédia em inglês cujo título é «Proactiva Open Arms».